# Spiegel (schip)

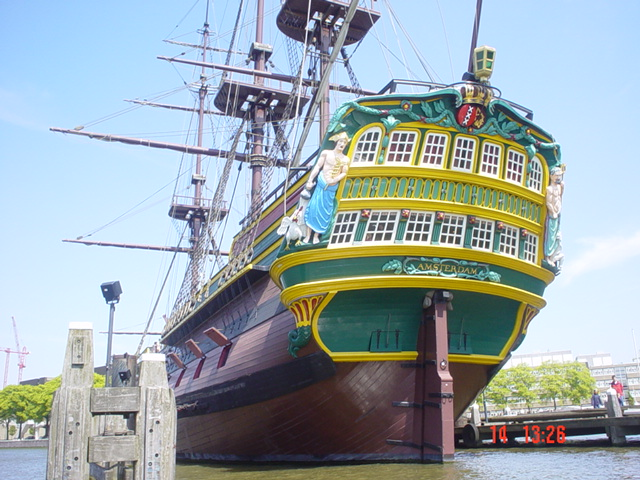
De spiegel van de replica van het VOC-schip de Amsterdam

Een platte achterkant van een boot of een schip noemt men de spiegel. 
In de spiegel van een spiegelsloep wordt van oudsher meestal een wrikgat gemaakt om de sloep ook met een wrikriem te kunnen voortbewegen. Moderne spiegelsloepen kennen deze voorziening meestal niet meer, omdat de kunst van het wrikken nog maar zelden wordt bijgebracht. 
De spiegel van een spiegelschip is vaak beschilderd en versierd met een wapenschild. Erachter bevinden zich meestal het kapiteinsvertrek en de gastenvertrekken.  
Naast schepen met een gesloten spiegel zijn er ook zeilschepen met een open spiegel, zoals de Tirion28 en de VQ24.

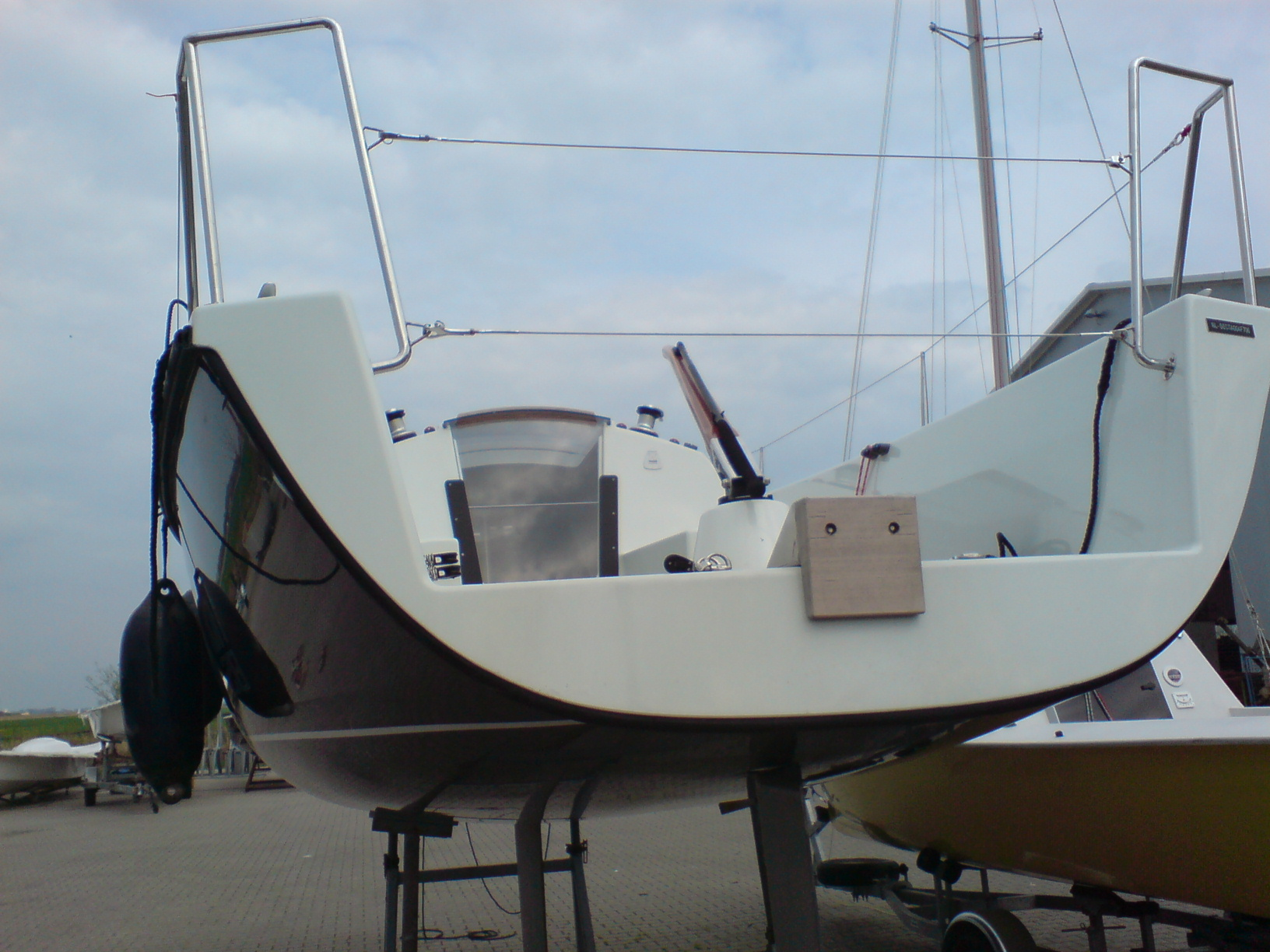
Open spiegel bij een Tirion28